# Avicebró
Avicebró, com era conegut en llengua romànica Shlomo ibn Yehuda ibn Gabirol —en hebreu שלמה בן יהודה אבן גבירול— (Màlaga, ~1020 - València, ~ 1058), fou un filòsof i poeta jueu de l'Àndalus.

## Biografia
Naix a Màlaga l'any 1020, d'una família procedent i natural de Còrdova, d'on havia fugit de la guerra civil que provocà la caiguda del califat de Còrdova. Al cap de pocs anys, tota la família es trasllada a Saragossa, essent ell menut, i al poc d'arribar-hi, mor la mare, i uns anys després, el pare. Queda orfe molt jove, sense fortuna i malalt, amb problemes en la pell que el desfiguraven.
A Saragossa inicia la seva formació. Fou un estudiant precoç, i ja als 10 anys, en la realització de poemes, demostra el seu domini de l'hebreu. Amb una memòria extraordinària, aprèn la Tanakh en hebreu, estudia la gramàtica hebrea, i la literatura i llengua àrab.
Per les seves qualitats poètiques, aconsegueix el mecenatge de Yequtiel ibn Ishaq ibn Hàssan, erudit jueu i visir d'Al-Múndhir II, i es relaciona amb els intel·lectuals establerts a Saragossa, entre d'altres, amb el gramàtic Jonàs ibn Janah. Manté relacions epistolars amb altres erudits, com el poeta Isaac ben Caprun, Nissim ben Jacob, Gaó de Kairuan, o Samuel ibn Nagrella, erudit jueu i visir de la Taifa de Granada, el qual li oferí el seu mecenatge.
De tota manera, el seu mal caràcter li provocà l'enemistat de moltes persones, fins de molts amics, i l'obligà a abandonar Saragossa al voltant de 1045, per anar a Granada, sota la protecció de Samuel ibn Nagrella, on residí uns anys. Després es traslladà a València, on mor, al voltant de l'any 1058.
S'ha transmès una llegenda en què Ibn Gabirol fou mort per un poeta musulmà gelós dels seus dots poètics, i soterrat sota de les arrels d'una figuera, la qual donà uns fruits d'extraordinària dolçor. Encuriosits per tal meravella, uns homes cavaren sota la figuera, descobriren el cos, i l'assassí expià el seu crim amb la seva vida.

## Aportacions al pensament filosòfic
La font de la vida, segons Suárez seguint Millàs, representa el cim de la filosofia religiosa hebrea de mètode platònic, en què la influència de les Ennèades de Plotí resulta evident. Però la fidelitat d'Ibn Gabirol a la llei mosaica li permet inserir en tot el seu sistema filosòfic la voluntat de Déu, canviant-ne el sentit. Ibn Gabirol concilia el punt de vista dels seus mestres àrabs, del neoplatonisme que defensa una matèria metafísicament autosubsistent, i la seva fe, que li ensenya com Déu ha creat el món per un acte lliure de la seva voluntat, i és mitjançant la mateixa naturalesa de l'ésser humà en quant constitueix per si sol un microcosmos, en unir-se els dos àmbits, la intel·ligència i el cos, i rebre les formes espirituals de les coses.
Per a Munk, la filosofia d'Ibn Gabirol està influïda per les creences religioses, el pensament peripatètic àrab i la filosofia alexandrina.
Per a Ríos Rojas, la importància d'Ibn Gabirol radica en l'explicació hilemòrfica de l'univers: tot, excepte Déu, és un compost de matèria i forma. La matèria i la forma són l'inici d'una línia successiva d'emanació, de gènesi de l'univers, de cosmologia. Aquesta línia comença quan la voluntat divina crea la matèria i la forma universals, d'on tot deriva, format igualment per matèria i forma. No hi ha matèria sense forma, ni forma sense matèria, i per a entendre l'existència de la forma universal s'ha d'entendre primerament l'existència de les formes, i com aquestes són sostingudes per la forma universal. Termina afirmant que Déu és qui dona les formes, i que la matèria està per sota de les formes atorgades per Déu, i la matèria és sols receptora de la forma mitjançant la voluntat de Déu, i no s'ha de confondre la voluntat de Déu amb les formes.
Per a Cavaleiro de Macedo, la filosofia d'Ibn Gabirol presenta un model sensiblement diferent dels seus contemporanis islàmics, en què la totalitat dels éssers vius està constituïda per un compost hilemòrfic que prové de la voluntat divina; nega l'eternitat de la matèria i no estableix una jerarquia d'intel·ligències i esferes, sinó un conjunt d'intermediaris intel·ligents entesos com a substàncies simples entre la voluntat de Déu i la substància corpòria, per als quals l'eternitat té una duració temporal, així com proposa un procés de retorn que es completa només mitjançant la gràcia de Déu. Ibn Gabirol es distancia del panteisme plotinià en defensar la seva tradició i creences jueves, i transforma el sistema neoplatònic d'emanacions en un dualisme.
La tradició rabínica apareix clarament exposada en les idees morals d'Ibn Gabirol, tot i que arriba a admetre en l'ésser humà una capacitat ètica independent de les seves creences religioses. Considerava que les normes morals gregues, àrabs i jueves formen part d'un nucli comú que és el reflex de la condició natural humana.

### Repercussions
La seva obra principal, La font de la vida, va esdevenir una important referència en el món cristià, exercint una forta influència en l'escola franciscana, com és el cas de Guillem d'Auvèrnia, Alexandre de Hales i Joan Duns Escot, i fou rebutjada per l'escola dominica, especialment per Albert el Gran i Tomàs d'Aquino. Fou comprès especialment per David de Dinant, i Giordano Bruno i Spinoza el van interpretar cadascú en un sentit diferent.
En el món jueu, el seu pensament filosòfic va tenir poca acceptació, tant per la seva independència i fort racionalisme com pel canvi produït a mitjan segle xii, en què les idees neoplatòniques són substituïdes per les aristotèliques, i sols Yosef ibn Saddiq en el seu Ha-ʿolam ha-Qatan ('El microcosmos') apareix com a deutor de les seves aportacions. Per contra, els seus tractats de moral i les seves poesies foren àmpliament difoses.

## Obra
Tota la seva obra està relacionada, tant l'obra poètica com els estudis en prosa, tant les obres profanes, les religioses com les filosòfiques.
Sols les tres obres estrictament filosòfiques estan escrites amb judeoàrab, àrab amb alefat hebreu; la resta fou escrita en hebreu; i es manté una relació estricta entre l'hebreu i la poesia, i el judeoàrab i la prosa. Uns pocs poemes experimentals en àrab i un poema en arameu trenquen la identificació de poesia i hebreu.

### Poesia
L'obra poètica d'Ibn Gabirol està animada per un mateix esperit, la vida, que vol ser posseïda amb tota la intensitat possible. Ibn Gabirol busca la saviesa per sobre de tot, patint la incomprensió i l'angoixa, en tenir-la.
Fou un innovador de la poesia secular hebrea, adaptant la poètica àrab: utilitza noves formes estròfiques i renova el llenguatge. I en poesia religiosa, aconsegueix donar-li calor i vida als conceptes més abstractes.

#### Poesia de la llengua, de la filosofia i de la religió
- Mahberet ha-’Anaq ('El collar'). Gramàtica de la llengua hebrea en vers,[6] amb 400 versos escrits en hebreu, que coincideixen amb el valor numèric de la darrera lletra de l'alfabet, que és 400.[20]
- Del seu estudi exegètic, sol es conserven les citacions que fa Abraham ibn Ezra d'alguns passatges d'Ibn Gabirol, que podrien correspondre a un comentari bíblic o a un tractat d'exegesi bíblica.[21]
- Azharot ('Exhortacions'). 613 preceptes de la llei mosaica, seguint el model tradicional, amb 248 imperatius i 365 prohibitius o negatius, per servir de guia al creient per poder portar una vida d'acord amb la moral.[22]
- Keter Maljut ('Corona reial'). Poema filosoficoreligiós. Consta d'una oda introductòria en què exalta el poder diví, i de cinc parts en què tracta: dels atributs de Déu, de l'univers, de la naturalesa de l'ànima, de la influència de la natura en el cos, i de l'ésser humà i de les seves passions. És un resum de la cosmologia peripatètica amb elements alexandrins, en què mescla elements astrològics però subordinats a l'acció provident de Déu,[23] i també una adaptació de les idees cosmològiques neoplatòniques, en què la Terra està envoltada per deu esferes concèntriques: Lluna, Mercuri, Venus, Sol, Mart, Júpiter, Saturn, els signes zodiacals i els estels fixos, la transmissora del moviment a les altres esferes, i la de l'intel·lecte.[24]

#### Poesia profana
Tracta tots els temes típicament àrabs: floral, descriptiu, amorós, amistat, panegíric, festiu, satíric, elegíac. I fou composta amb mètrica quantitativa. Amb una producció abundant, tradicionalment dispersa, ha estat reunida en forma de diwan, del qual es poden mencionar els poemes següents:
- Elegies a la mort del seu pare.[27]
- Panegíric a Samuel ibn Nagrella, per a celebrar les victòries aconseguides sobre els enemics de l'emir de Granada.[20]
- Bi-ymei Yekutiel Asher Nigmaru (1040), elegies en record de Yequtiel ibn Ishaq ibn Hàssan.[4][28]
- Panegíric a Jonàs ibn Janah, en arameu.[6][29]
- Panegíric en record d'Hay ben Sherira, gaó de Pumbedita.[30]
- Ahabtikha ("T'he estimat"). Breu poema amorós i filosòfic.[31]
- ("El palau i el jardí"). Poema descriptiu.[32]

### Prosa

#### Obres filosòfiques
- Kitāb islah al-ajlaq ('Llibre de la correcció dels caràcters') (1045) o Tikkun middot ha-nefesh (traducció a l'hebreu del 1167 feta per Judà Ibn Tibbon).[33] És un breu tractat moral en què s'exposen les qualitats de l'ésser humà, que depèn de Déu, de la manera de ser de cadascú, del seu caràcter i del seu destí. L'individu està compost pels quatre elements (terra, aigua, aire i foc), les quatre qualitats còsmiques (sec, humit, calent i fred) i pels quatre humors (bilis groga, bilis negra, flegma i sang), tots conjugats amb els cinc sentits (vista, oïda, tacte, gust i olfacte). Ibn Gabirol assigna a cada element, qualitat, humor i sentit, un caràcter o virtut moral, i l'acompanya de les virtuts derivades i els vicis contraris. Distribueix el llibre amb els 20 caràcters fonamentals de l'ésser humà, amb els quals ha de moure's utilitzant la raó.[34]
- Mujtār al-ŷawāhir ('Selecció de perles') (1045) o Mibḥar ha-peninim (traducció a l'hebreu feta per Judà Ibn Tibbon). 652 sentències de moral pràctica, agrupades en 64 capítols. Moltes sentències inclouen exemples, anècdotes i contes didàctics. Utilitza com a font principal de la vida ètica la Tanakh i la tradició, però també la raó i la saviesa.[33][35]
- Yanbuʾ al-Hayyah ('La font de la vida') (1046), Fons Vitae (traducció al llatí per Dominicus Gundisallinus i Johannes Hispanus, al segle xii) o Meqor Ḥayyim (versió abreviada en hebreu feta per Xem Tob ibn Falaquera, al segle xiii).[36] Es conserven fragments en judeoàrab, la traducció llatina i el resum hebreu. Aquesta obra era la primera part d'un complex sistema metafísic integrat per altres dues obres, escrites abans, i de les quals sols es conserva el títol en llatí: Origo largitatis et causa essendi, en què estudiava la voluntat com a intermediària entre les criatures i Déu, i Tractatus de esse, en què estudiava la divinitat. Adopta una forma dialogada entre mestre i deixeble, i està dividida en cinc parts: 1. Demostració que les coses sensibles estan compostes de matèria i forma universal, 2. Descriu la matèria espiritual que fonamenta les formes corporals, 3. Demostra l'existència de les substàncies simples intermèdies que estan entre la causa primera i la substància corpòria, 4. Examina la posició hilemòrfica de les substàncies simples intermèdies, i 5. Estudia la matèria i la forma universals i l'existència en si mateixa.[14][33]